# Academia Estadounidense de las Artes y las Ciencias
La Academia Estadounidense de las Artes y las Ciencias (American Academy of Arts and Sciences, AAAS) es una organización dedicada a la enseñanza y el avance del conocimiento. Juega el papel de una asociación honorífica en los Estados Unidos.
La Academia fue fundada en la ciudad de Boston durante la Guerra de Independencia de los Estados Unidos por James Bowdoin, John Adams y John Hancock. El objetivo, tal y como quedó recogido en sus estatutos, era el de "cultivar las artes y las ciencias que puedan incrementar el interés, el honor, la dignidad y la felicidad de la gente libre, independiente y virtuosa.". También participaron en la fundación en 1780 Robert Treat Paine y 58 líderes de comunidades locales. Otras personas destacadas se unieron pronto a la asociación, entre los primeros miembros se encontraban Benjamin Franklin (cuya Asociación Filosófica Estadounidense de Filadelfia impulsó a los líderes de Boston a crear una asociación más orientada políticamente), George Washington, Thomas Jefferson y Alexander Hamilton. Hablando en términos de prestigio, la pertenencia a la Academia se considera un honor tan sólo superado por el Premio Nobel.  
En 2001 de los 3.700 miembros y los 600 miembros honorarios extranjeros 150 de ellos habían sido distinguidos con el Nobel y 50 con el Pulitzer. Uno de los miembros más destacados, fue la compositora Chen Yi, galardonada con La beca Goddard Lieberson. 
La primera mujer miembro de la Academia fue la astrónoma Maria Mitchell en 1848 y la primera en presidirla fue Patricia Meyer Spaks en 2001.
La academia actual tiene su sede en Cambridge, Massachusetts. Patrocina conferencias, organiza proyectos de investigación y publica un periódico trimestralmente, Dædalus. Actualmente la Academia tiene 4000 miembros y cerca de 600 miembros externos honoríficos. A lo largo del año académico, son invitados a charlas y reuniones en Cambridge y a los centros de la Universidad de Chicago y la Universidad de California, Irvine.

## No confundir con
- Academia de las Artes y las Ciencias Cinematográficas
- Asociación Americana para el Avance de la Ciencia
- Academia Nacional de Ciencias de Estados Unidos
- Academia Americana de las Artes y las Letras
- Academia Nacional de Dibujo de Estados Unidos

- Datos: Q463303
- Multimedia: American Academy of Arts and Sciences / Q463303